# Hematofagia

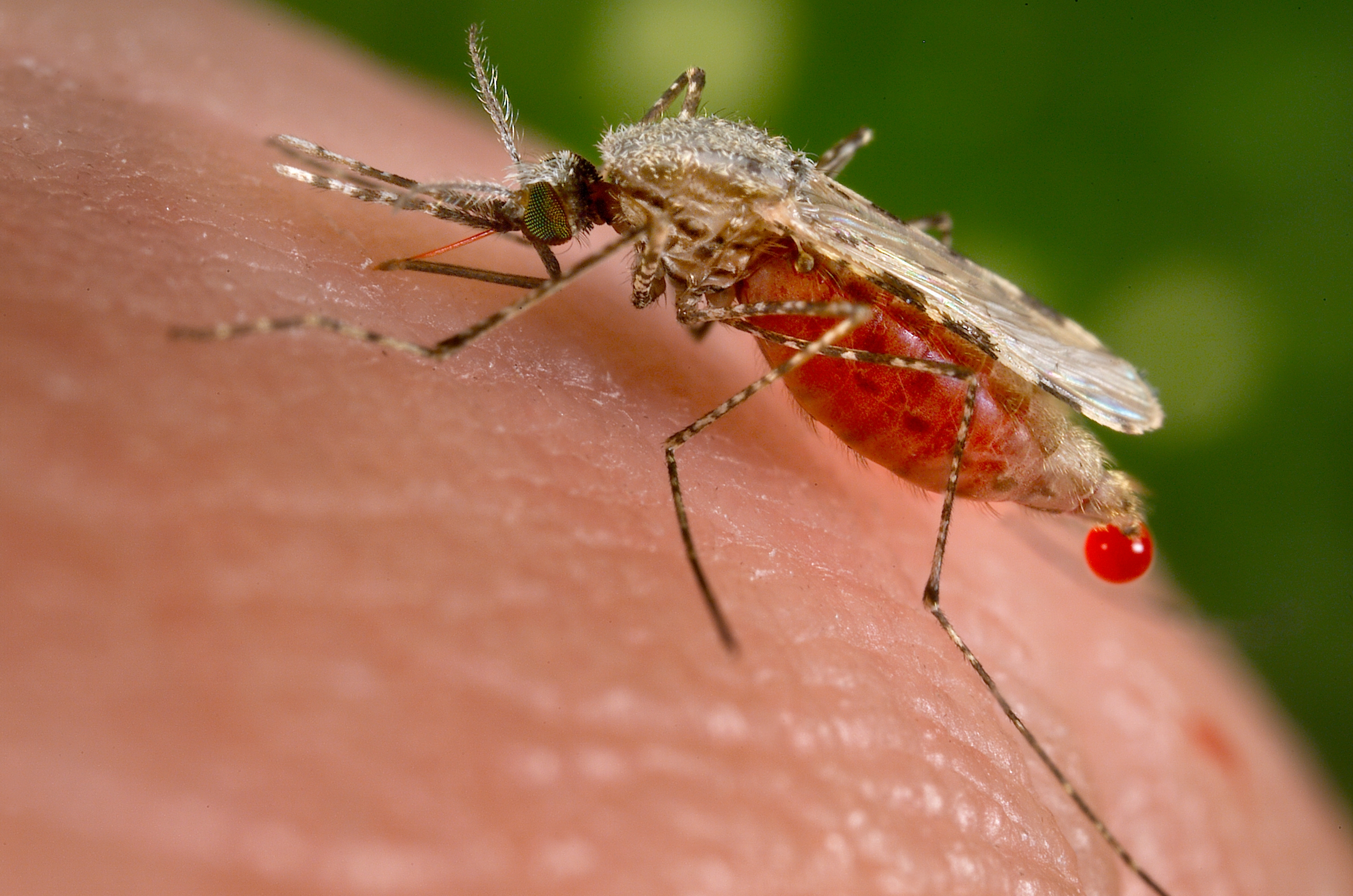
Mosquito Anopheles stephensi se alimentando de sangue humano. Note uma gota de sangue sendo expelida de seu abdômen inchado.

Hematofagia (por vezes soletrado como haematofagia) é o comportamento desempenhado por alguns animais de se alimentar de sangue de animais vertebrados ou hemolinfa de animais invertebrados (dos radicais gregos αἷμα haima "sangue" e φαγεῖν phagein "comer"). Existem milhares de espécies que se alimentam do sangue de outros indivíduos, tanto de maneira obrigatória como facultativa. Como o sangue é um tecido fluido rico em proteínas e lipídeos, que podem ser extraídos sem grande esforço, a hematofagia é a forma preferida de alimentação para muitos animais pequenos, como vermes e artrópodes . Alguns animais parasitas intestinais, como os nemátodos da família Ancylostomatidae, se alimentam de sangue extraído de capilares do tecido intestinal. Cerca de 75% de todas as espécies de sanguessugas (por exemplo, Hirudo medicinalis) são hematófagas. A aranha Evarcha culicivora é um exemplo de aracnídeos que se alimentam de maneira indireta do sangue de vertebrados, uma vez que se especializam em mosquitos fêmeas cheias de sangue como sua principal presa. Além disso, alguns peixes como lampreias e candirus, mamíferos como morcegos-vampiro e pássaros também praticam hematofagia.

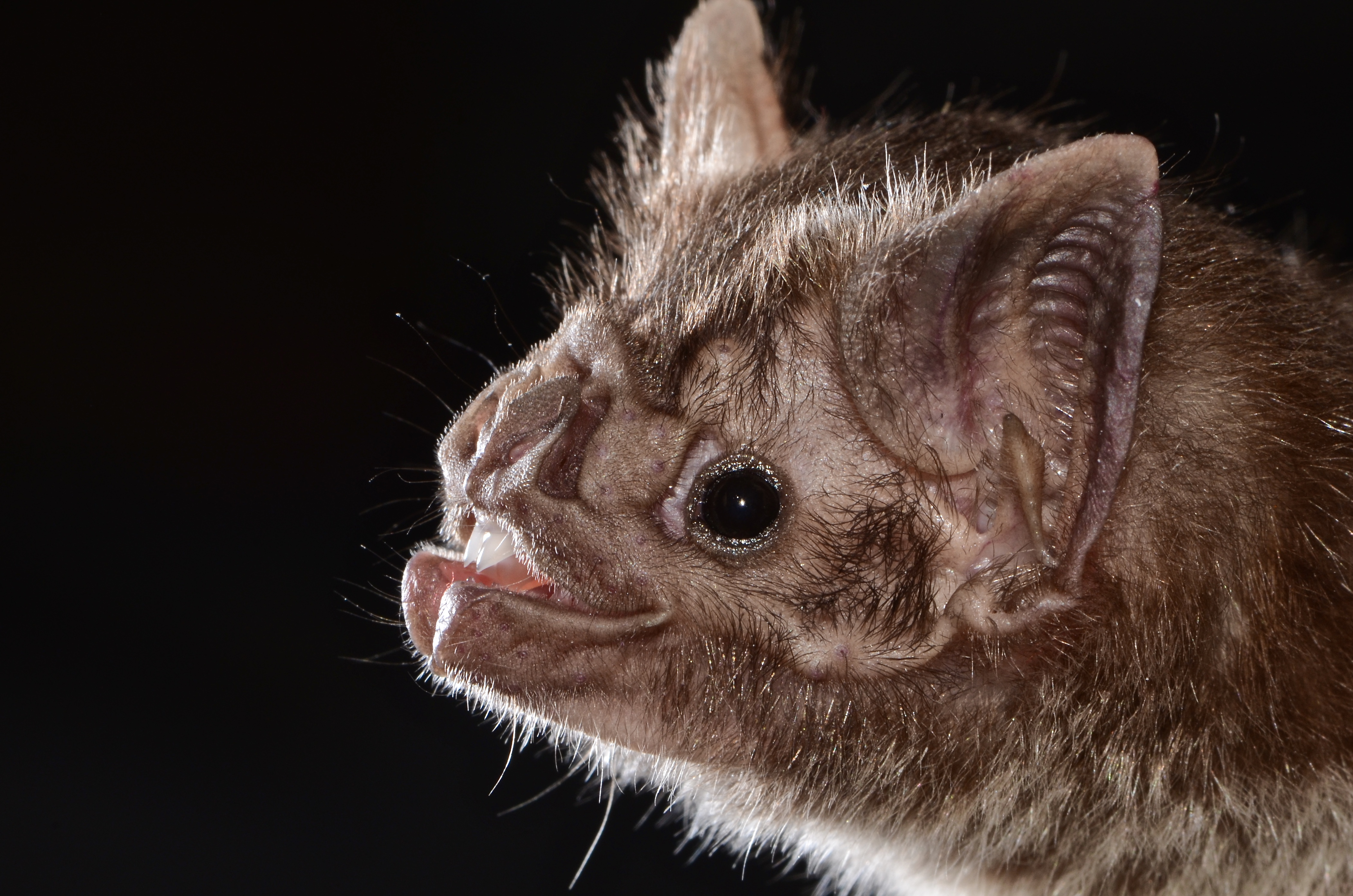
Morcego Desmodus rotundus, uma das três espécies hematófagas brasileiras

No contexto brasileiro, podemos citar muitos insetos hematófagos, entre eles o barbeiro (Triatoma infestans) e várias espécies de  mosquitos das famílias Ceratopogonidae, Culicidae, e Psychodidae. O Brasil também concentra cerca de 230 espécies de carrapatos, com destaque para o carrapato-estrela, carrapato-de-boi, carrapato-de-cavalo e o carrapato-marrom. Por fim, dentre as mais de 180 espécies de morcegos encontradas em território brasileiro, apenas três delas são hematófagas: morcego-vampiro-comum (Desmodus rotundus), morcego-vampiro-de-asas-brancas (Diaemus youngi) e morcego-vampiro-de-pernas-peludas (Diphylla ecaudata). 

## Mecanismos e comportamento
Animais hematófagos em geral possuem uma variedade de partes bucais e agentes químicos para penetrar estruturas vasculares na pele de seus hospedeiros - comumente mamíferos, pássaros e peixes. Esse mecanismo de extração de sangue é conhecido como flebotomia (dos radicais gregos phleps "veia" e tomos "cortar").

A partir do momento que se estabelece a flebotomia (na maioria dos insetos, o processo é feito usando uma fina e oca agulha conhecida como probóscide, que perfura a pele e os vasos capilares; nos morcegos-vampiro, um incisivo afiado é utilizado como uma navalha para cortar a pele), o sangue é efetivamente ingerido por ação de sucção diretamente do vaso perfurado, a partir de uma poça de sangue expelido ou por lambidas (novamente, em morcegos-vampiro). Para superar a barreira da hemóstase natural (ou seja, impedir que o sangue coagule antes que seja consumido pelo hematófago), constrição dos vasos, inflamação e sensação de dor no hospedeiro, animais hematófagos desenvolveram uma série de substâncias químicas em sua saliva que são injetadas antes mesmo da perfuração. Em algumas espécies, também surgiram evolutivamente substâncias anestésicas e associadas com a dilatação dos vasos sanguíneos. A partir do estudo das substâncias presentes na saliva de diversas espécies hematófagas como sanguessugas, cientistas desenvolveram remédios anticoagulantes como a hirudina. Na saliva do morcego-vampiro-comum, (Desmodus rotundus), a proteína desmoteplase atua como um catalisador na quebra da molécula que origina a plasmina, uma proteína que atua na quebra de coágulos. Devido a essa propriedade, há estudos sobre seu potencial farmacêutico para tratamentos de infartos e outros problemas circulatórios.

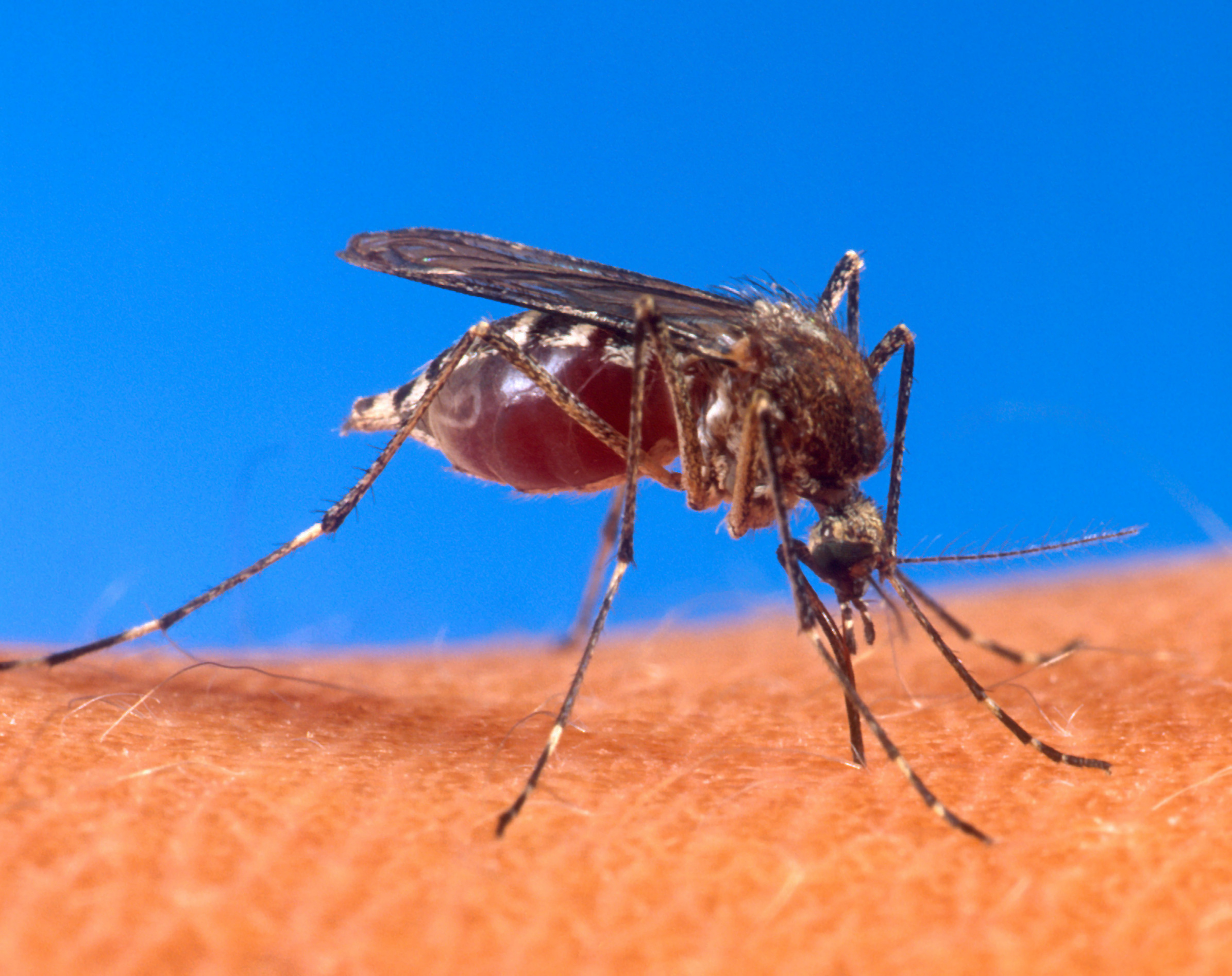
Mosquito Aedes aegypti se alimentando de humano. Esse mosquito é transmissor de diversas arboviroses no Brasil, como a dengue, zika e chikungunya.

A hematofagia pode ser classificada como obrigatória ou facultativa. Os hematófagos obrigatórios não sobrevivem sem se alimentarem de sangue, enquanto os facultativos obtém parte de seus nutrientes de outras fontes de alimento. Um exemplo de hematófago facultativo é o mosquito da dengue (Aedes aegypti), cujos machos e fêmeas se alimentam, geralmente, de pólen e suco de frutas, mas as fêmeas precisam se alimentar de sangue para produzir ovos. Essa necessidade de uma dieta específica antes da produção de ovos para que os ovos se desenvolvam corretamente é chamada de anautogenia. 

## Importância Médica e/ou Veterinária
A flebotomia realizada pelos hematófagos é um canal de entrada para contaminação de diversas fontes, como bactérias, vírus e parasitas. Assim, muitas doenças são transmitidas pelas espécies hematófagas, que funcionam como vetores. Dentre elas, estão a peste bubônica, doença de chagas, dengue, zika e chikungunya, malária, doença do sono, leishmaniose, febre maculosa e raiva (REF WIKIS).

No contexto do Brasil, as principais arboviroses de interesse médico são transmitidas pelo mosquito Aedes aegypti - dengue, zika, chikungunya e febre amarela. É importante ressaltar que atualmente, o ciclo de transmissão da febre amarela é silvestre, ou seja, embora o mosquito Aedes aegypti possa transmitir a doença, os casos atuais são transmitidos pelos mosquitos dos gêneros Haemagogus e Sabethes. Os últimos casos de febre amarela urbana foram registrados no Brasil em 1942.

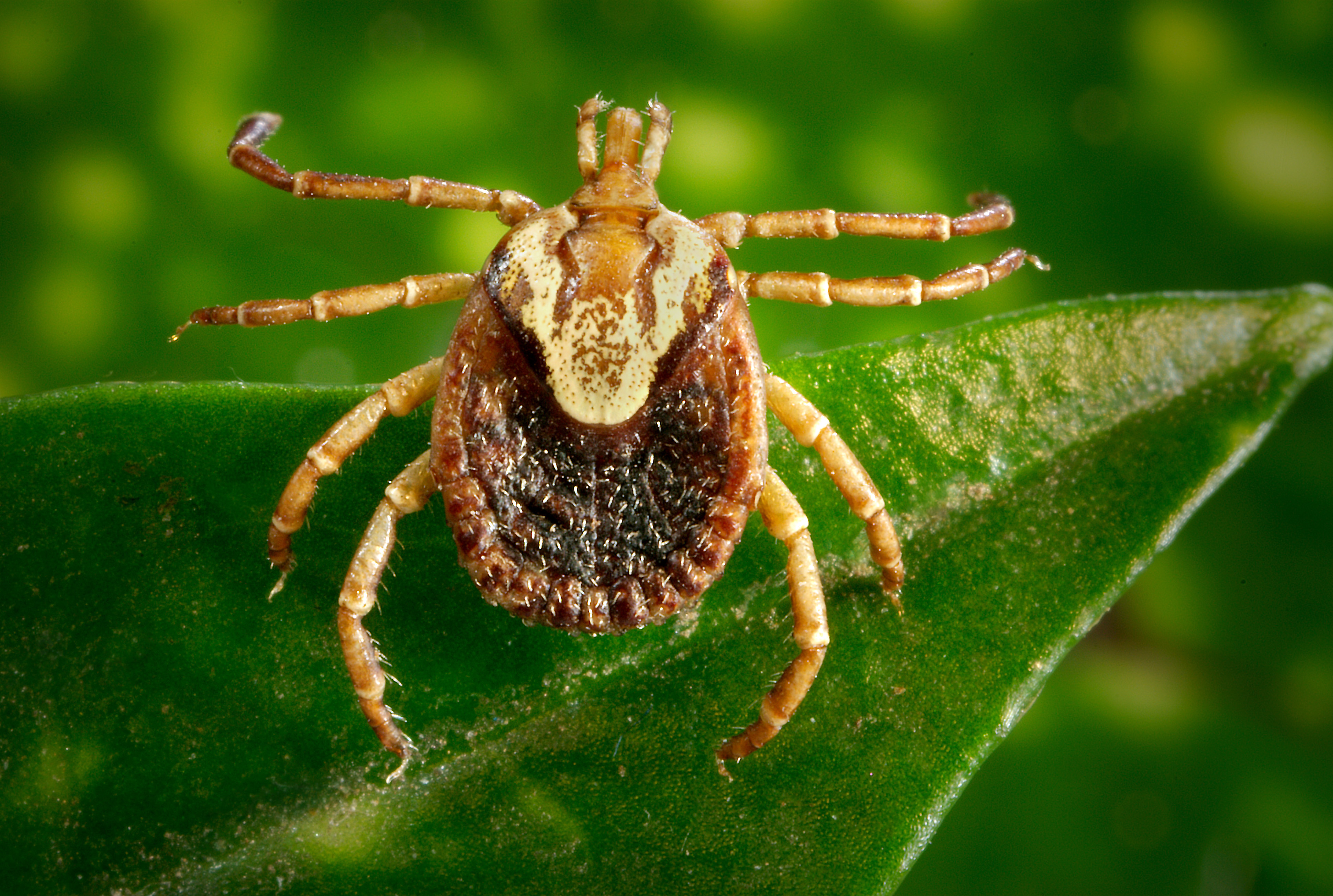
Fêmea de Amblyomma cajennense ou carrapato-estrela, espécie responsável pela transmissão de febre maculosa no Brasil.

Outra doença importante no contexto brasileiro é a febre maculosa, transmitida pela picada do carrapato-estrela ou micuim infectado pela bactéria Rickettsia rickettsii. O carrapato-estrela pode ser encontrado em animais de grande porte (bois, cavalos, etc.), cães, aves domésticas, gambás, coelhos e especialmente, na capivara. A febra maculosa é a mais importante doença transmitida por carrapatos no Brasil, principalmente do gênero Amblyomma, sendo A. cajennense e A. aureolatum encontradas em capivaras. Sabe-se que as capivaras atuam como hospedeiros primários do A. cajennense e do A. dubitatum e, portanto, elevam as densidades destes carrapatos em locais onde estão estabelecidas.
A raiva é uma zoonose viral causada por vírus do gênero Lyssavirus. Essa doença é transmitida por animais não hematófagos, como cães domésticos, mas os morcegos vampiros são reservatórios do vírus. A transmissão de raiva, por morcegos, para humanos, é rara. Os morcegos têm preferência por pecuária, como gado, cavalos e ovelhas. Esses animais são pouco ativos à noite, quando os morcegos saem em busca de alimentos, e podem ser reencontrados pelos morcegos facilmente, pois não se deslocam para além dos locais onde são criados. Trata-se, então, de uma doença de importância veterinária. Além disso, a ferida causada pelos incisivos do morcego podem ser uma porta de entrada para outras doenças, como a miíase, ou bicheira.

## Evolução
Os primeiros hematófagos conhecidos eram protomosquitos, dos quais existe evidência fóssil de 220 milhões de anos atrás. A hematofagia obrigatória evoluiu independentemente múltiplas vezes em invertebrados, incluindo insetos e aracnídeos (cerca de 15.000 espécies que se alimentam de sangue, representando ao menos seis eventos distintos de evolução), sanguessugas, vermes nemátodos e mamíferos. Um dos táxons mais importantes dentre os animais hematófagos é a ordem Diptera (insetos com um par de asas, como moscas e mosquitos). Dentro dessa ordem, onze famílias apresentam hábitos hematófagos (mais da metade dos 19 grupos hematófagos dentro da classe Arthropoda). Existem outros insetos além dos dípteros que apresentam comportamento hematófago - dentre eles, algumas borboletas e mariposas (ordem Lepidoptera). A principal hipótese atual é a de que a hematofagia em insetos evoluiu a partir de ancestrais fitófagos (insetos que se alimentam de plantas) e entomófagos (insetos que se alimentam de outros insetos). Várias adaptações complementares para localizar hospedeiros (geralmente no escuro, visto que a maioria das espécies hematófagas são noturnas e silenciosas para evitar a sua detecção) surgiram ao longo da evolução, como detectores especiais para componentes do suor de vertebrados, liberação de CO2 advinda da respiração, calor, luz, movimento, entre outros.

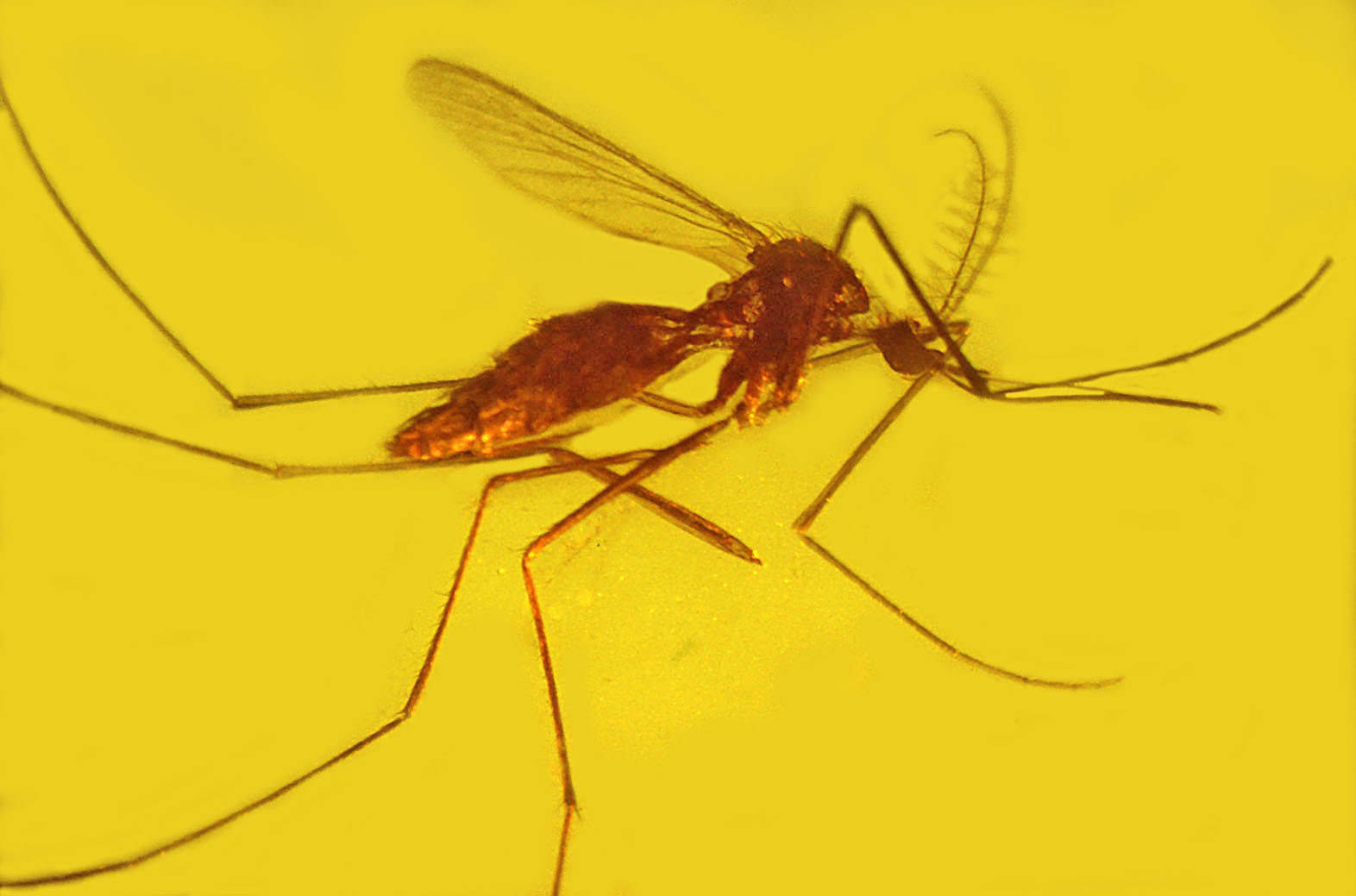
Mosquito fossilizado em âmbar da família Culicidae. O exemplar em questão carregava um tipo de protozoário causador de malária em seu organismo, evidenciando a hematofagia como comportamento de transmissão de doenças há pelo menos 15 milhões de anos.

Somadas às adaptações biológicas que evoluíram em artrópodes hematófagos para localização de hospedeiros, existe evidência de que porções de RNA dos hospedeiros podem ser adquiridas durante a alimentação e acarretarem consequências regulatórias nos insetos que se alimentam de sangue. Um estudo feito com o mosquito Aedes aegypti - causador de doenças como zika, chikungunya, dengue e febre amarela - mostrou que moléculas do microRNA humano has-miR-21 são adquiridas durante a alimentação e transportadas para os tecidos adiposos do mosquito. Uma vez que atingem os tecidos de gordura do corpo, as moléculas são capazes de regular a expressão de genes associados com a produção de proteínas como a vitelogenina, utilizada na produção de ovos.
Um possível motor da evolução da hematofagia é a aquisição de simbiontes que disponibilizam nutrientes essenciais ausentes no sangue. Muitos hematófagos não tem associação com simbiontes mas outros, devido à dieta restrita, dependem da associação com outros organismos para conseguir todos os nutrientes necessários para seu desenvolvimento e sobrevivência. Um exemplo de inseto que têm associação obrigatória com simbiontes é a mosca tse-tse. Essa mosca hospeda um parasita (Trypanosoma brucei – do mesmo gênero do Trypanosoma cruzi, agente etiológico da doença de Chagas) que causa a doença do sono e, também, um endossimbionte obrigatório (a bactéria Wigglesworthia glossinidia). As bactérias fornecem à mosca vitamina B, que não consegue ser obtida pela alimentação exclusiva de sangue de vertebrados.
Outro motor é a competição. O sangue é um recurso muito abundante, embora necessite de especializações do aparelho bucal, do metabolismo etc. Assim, em casos de competição por recursos, o surgimento dessas características, que permitem que animais se alimentem de sangue, pode ter sido uma vantagem adaptativa, levando à seleção dos hematófagos. 

## Animais hematófagos
Anelídeos
- Sanguessugas

Insetos
- Mosquitos
- Piolhos
- Carrapatos
- Pulgas
- Barbeiros
- Bernes
- Bicho-de-pé
- mariposa-vampira (Calyptra thalictri)
- mosca-do-pombo (Pseudolynchia canariensis)

Crustáceos
- Gnathia marleyi
- piolho-do-mar (Lepeophtheirus sp. e Caligus sp.)

Peixes
- candiru (Vandellia cirrhosa)
- lampreia-marinha (Petromyzon marinus)

Aves
- pica-boi-de-bico-amarelo (Buphagus africanus)
- pica-boi-de-bico-vermelho (Buphagus erythrorhynchus)
- tentilhão-vampiro (Geospiza septentrionalis)

Mamíferos
- morcego-vampiro-comum (Desmodus rotundus)
- morcego-vampiro-de-asas-brancas (Diaemus youngi)
- morcego-vampiro-de-pernas-peludas (Diphylla ecaudata)